# Azinheira dos Barros
Azinheira dos Barros é uma povoação portuguesa do Município de Grândola que é sede de Freguesia desde 1545.
Na reforma administrativa de 1855, foi anexada a Freguesia de São Mamede do Sádão, formando uma nova freguesia designada Azinheira dos Barros e São Mamede do Sádão.
Com a denominação de Bayrros, foi criada cerca de 1545, com a atribuição da Carta de Vila a Grândola. Tem como orago Nossa Senhora da Conceição, embora o altar principal seja dedicado a Nossa Senhora da Azinheira.

## História

Mapa de Azinheira dos Barros (núcleo urbano, em 2021)

Foi "visitada" em 1513 pelo Mestre D. Jorge, Álvaro Mendes, cavaleiro da Ordem de Santiago, e Afonso Rodrigues, prior da igreja de São Pedro de Palmela, visitadores da comarca de Campo de Ourique, o que ficou registado no documento "Visitação da Irmida de Nosa Senhora/ dos Bairros que he dentro no le/myte de Gramdola".
“Visitámos a dita ermida per informação do prior e de Rodrigo Estevez, lavrador morador nos Bairros, e achamos que a dita ermida está bem corregida, salvo que a mester apincelada da feitura desta a um ano. E assim mandamos aos ditos moradores que corregam a porta de maneira que não entre água por ela e os moradores dos Bairros e de roda dela têm obrigação de corrigirem porque eles a fizeram./
E tem a dita igreja um caliz de prata branco que a parecer deles poderá ter um marco de prata E porquanto não tinham misal pera dizerem missas, mandamos aos ditos moradores que dentro em um ano mandem comprar um livro misal, e o tenham para se dizerem por ele as missas na dita ermida/
Foi-nos requerido pelos moradores dos Bairros e por todos aqueles que na dita ermida ouvem missa que por ser muito longe donde eles vivem(…)a Igreja de Grândola, lhe damos licença para terem um capelão na dita ermida à sua custa, e nós lhe mandámos que entre si escolhessem um homem que viesse perante nós, o qual escolheram e foi Rodrigo Estevez e o dito Rodrigo Estevez e o prior vieram ambos perante nós e estiveram em prática sobre este capelão e do consentimento deles determinamos que eles tenham o dito capelão nesta maneira, que quando qualquer prior que de um capelão, que lhes diga missa no Carnal de xb em quinze dias, e na Coresma cada domingo por sete quarteiros de pão, seis de trigo e um de cevada, que eles moradores tomem este capelão e quando qualquer o dito prior lhe não dê capelão por este preço, eles o possam tomar de outro cabo à sua vontade./
O qual capelão tirara sua carta de cura do prelado para administrar os sacramentos, tirando o sacramento do casamento porque este se fará na igreja matriz de onde são fregueses que é esta de Grândola.
E este capelão dará o rol dos confessados em cada um ano ao dito prior./
E os ditos moradores serão obrigados de virem, ainda que tenham o dito capelão, a esta igreja de Grândola estas festas: dia de Santa Maria das Candeias e dia de Ramos e dia de corpo(…) e dia do Apóstolo Santiago, e de cada casa virão uma pessoa marido ou mulher, sob pena de pagar cem reais a metade para a Fábrica desta Igreja e a outra metade para os cativos, E mandamos ao juiz que fará execução nas pessoas que foram revéis para o qual damos ao dito juiz nosso poder e o dito prior terá cuidado de dar o rol daqueles não virem.” 

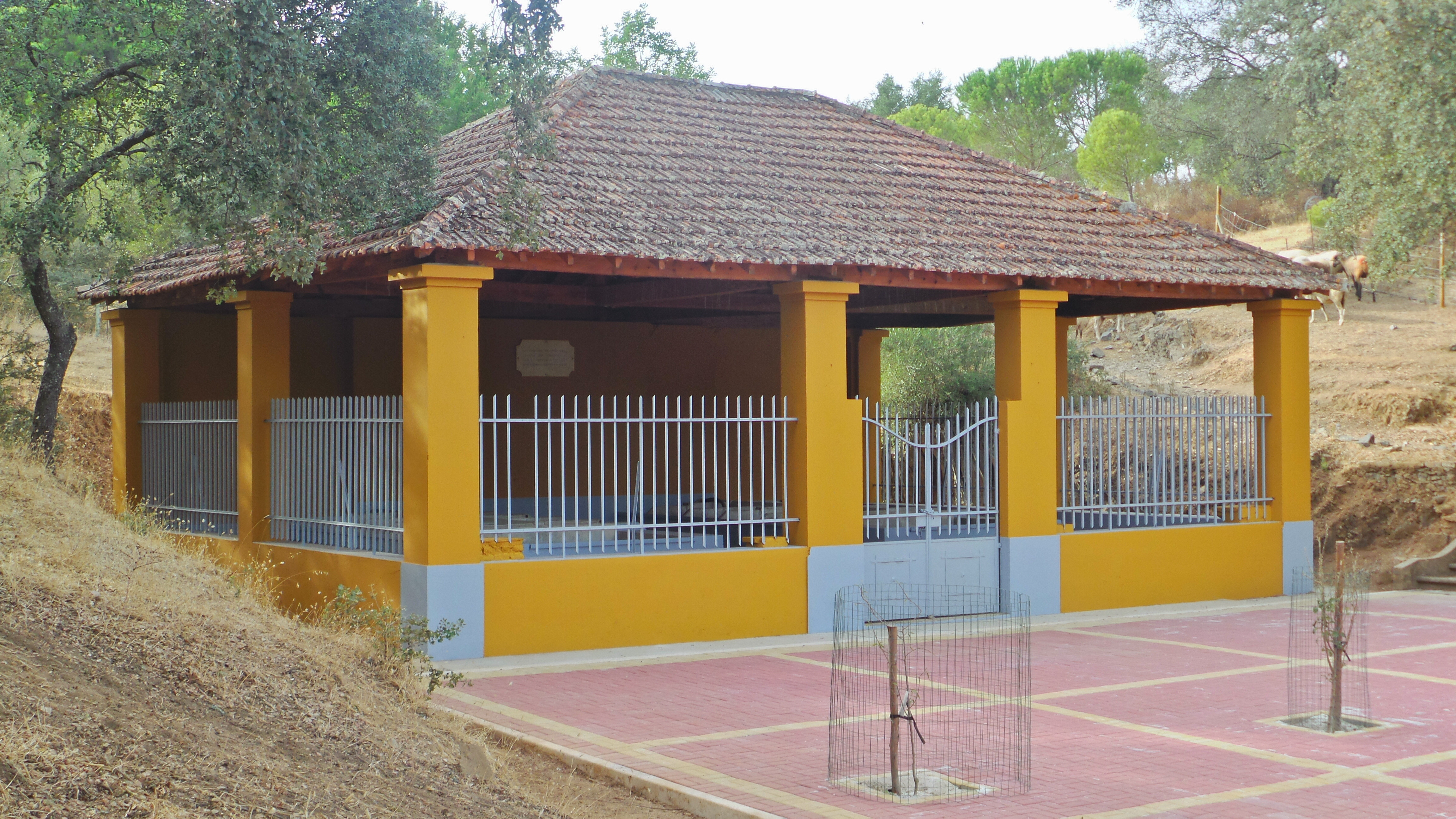
Antigos Tanques Públicos, construídos em 1945

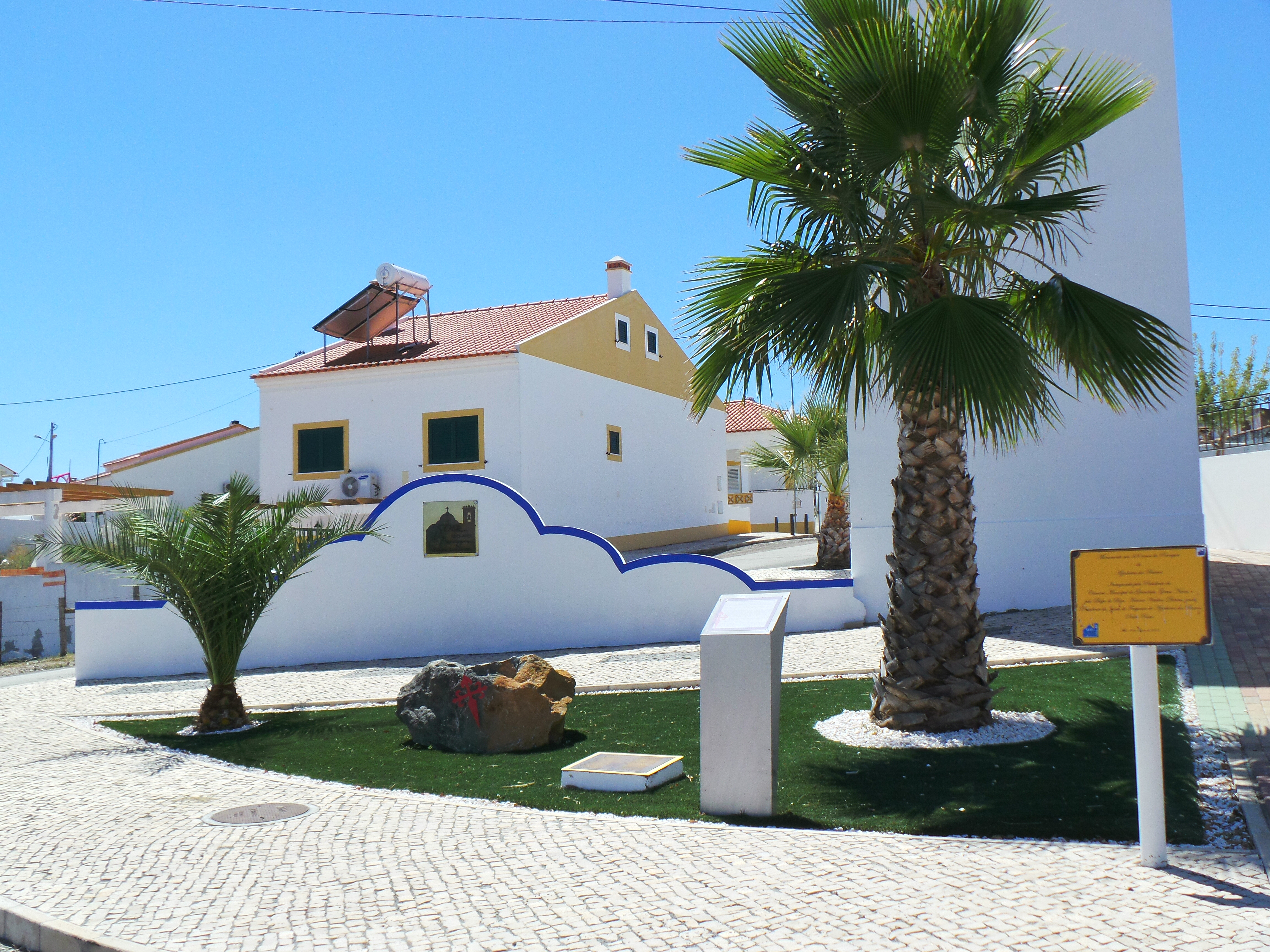
Monumento aos 500 anos da Paróquia de Azinheira dos Barros

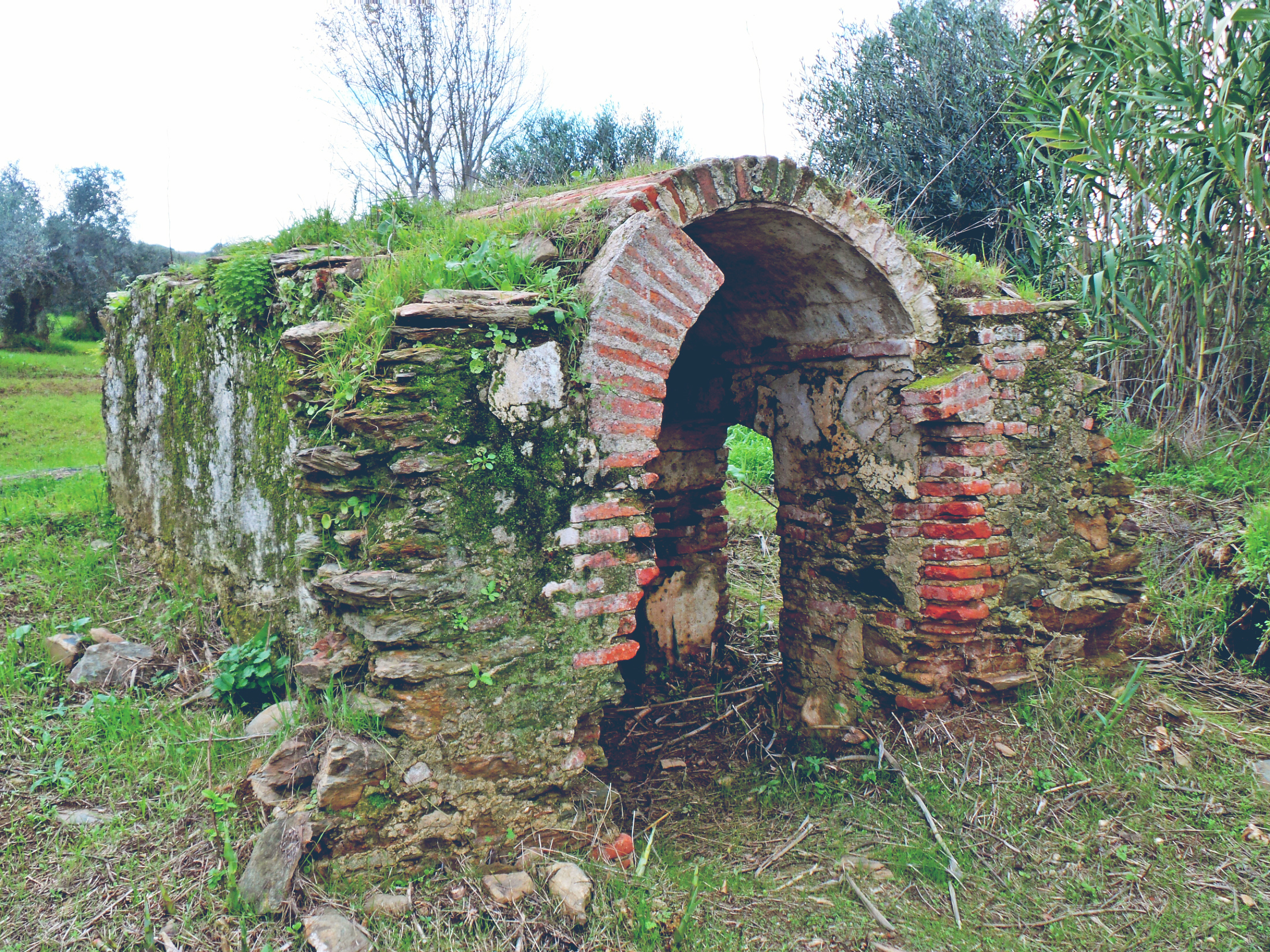
Ruínas da fontinha Séc. XVII em Azinheira dos Barros

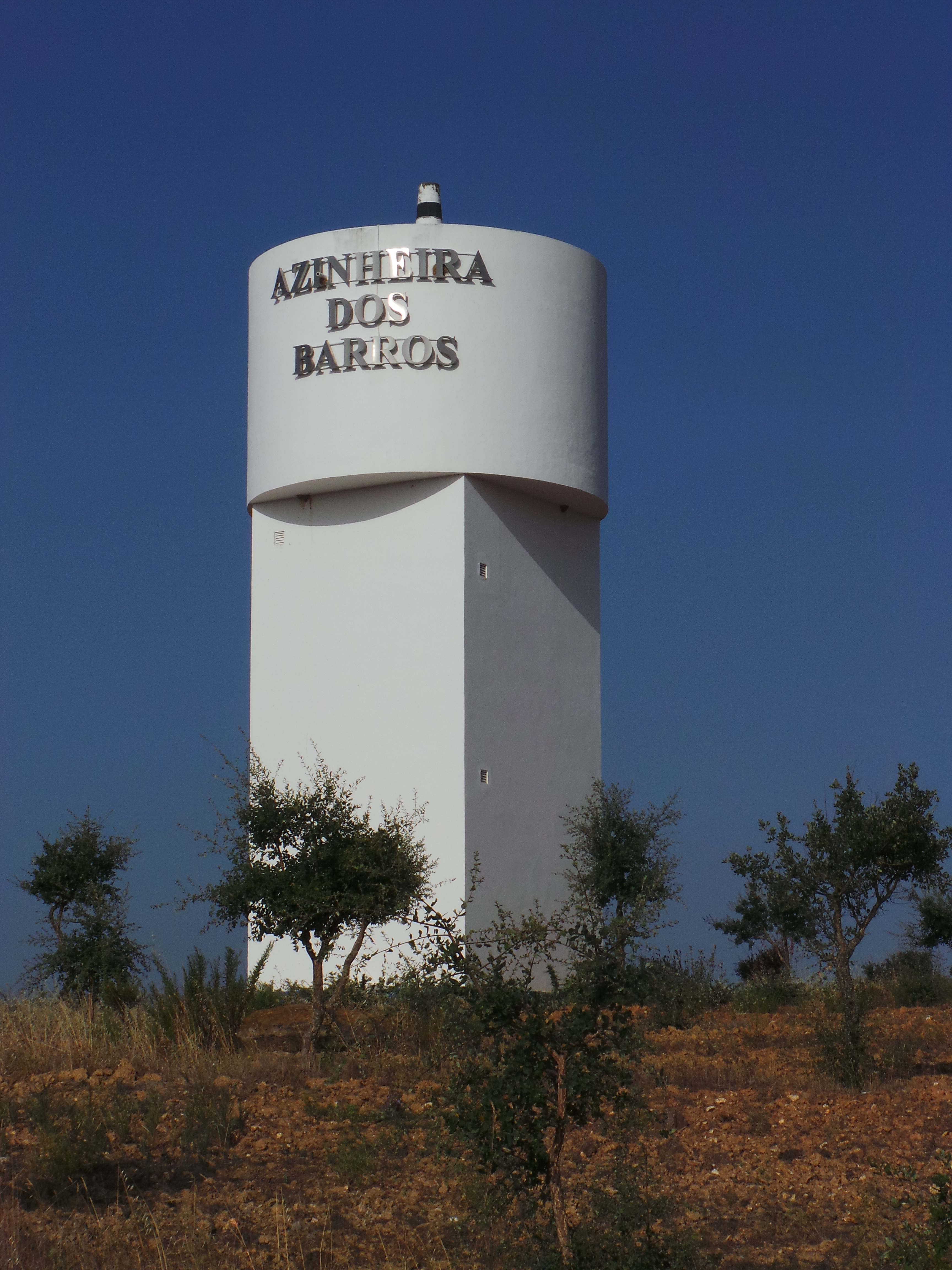
Reservatório elevado de água em Azinheira dos Barros

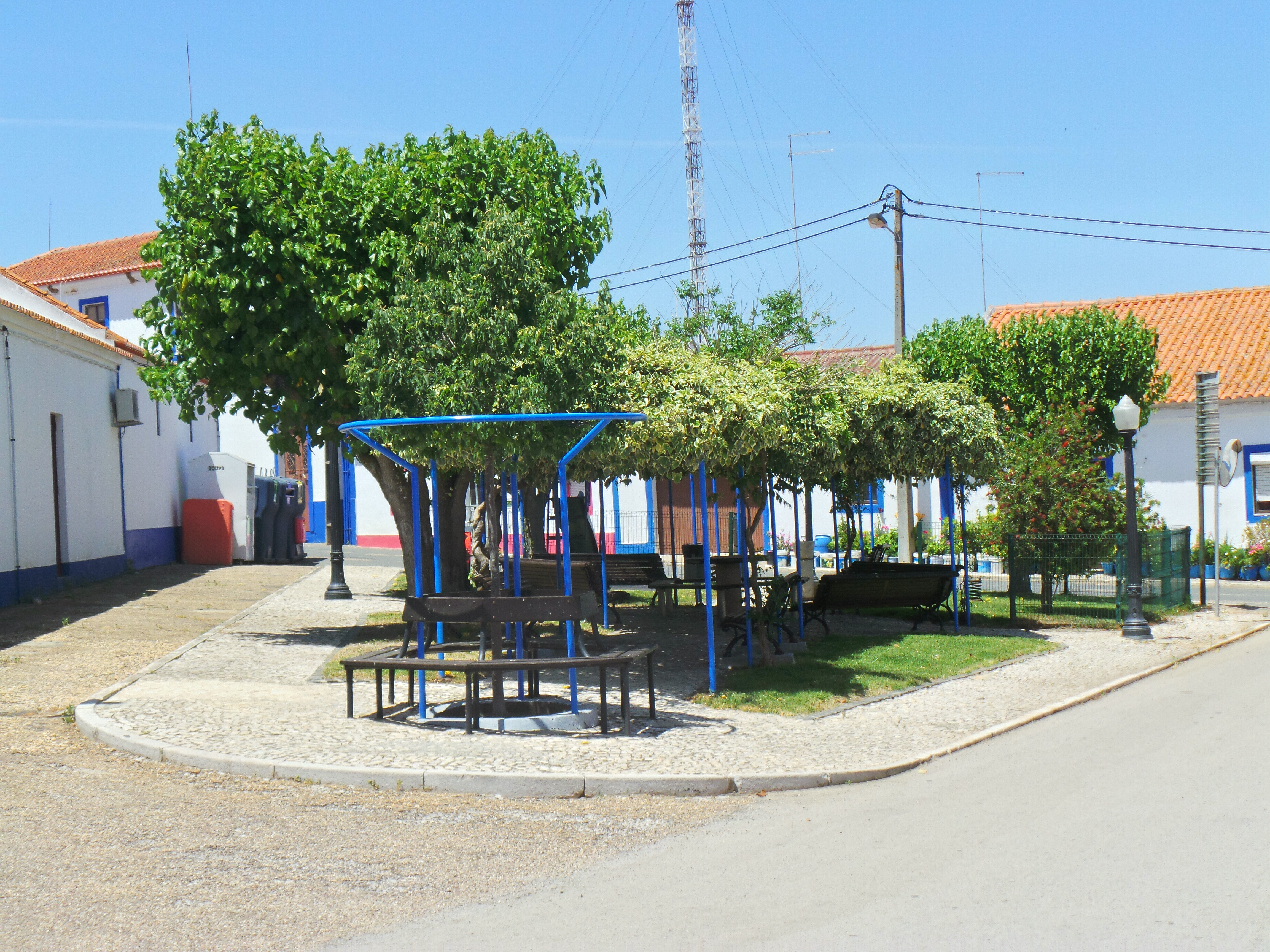
Praça da República em Azinheira dos Barros

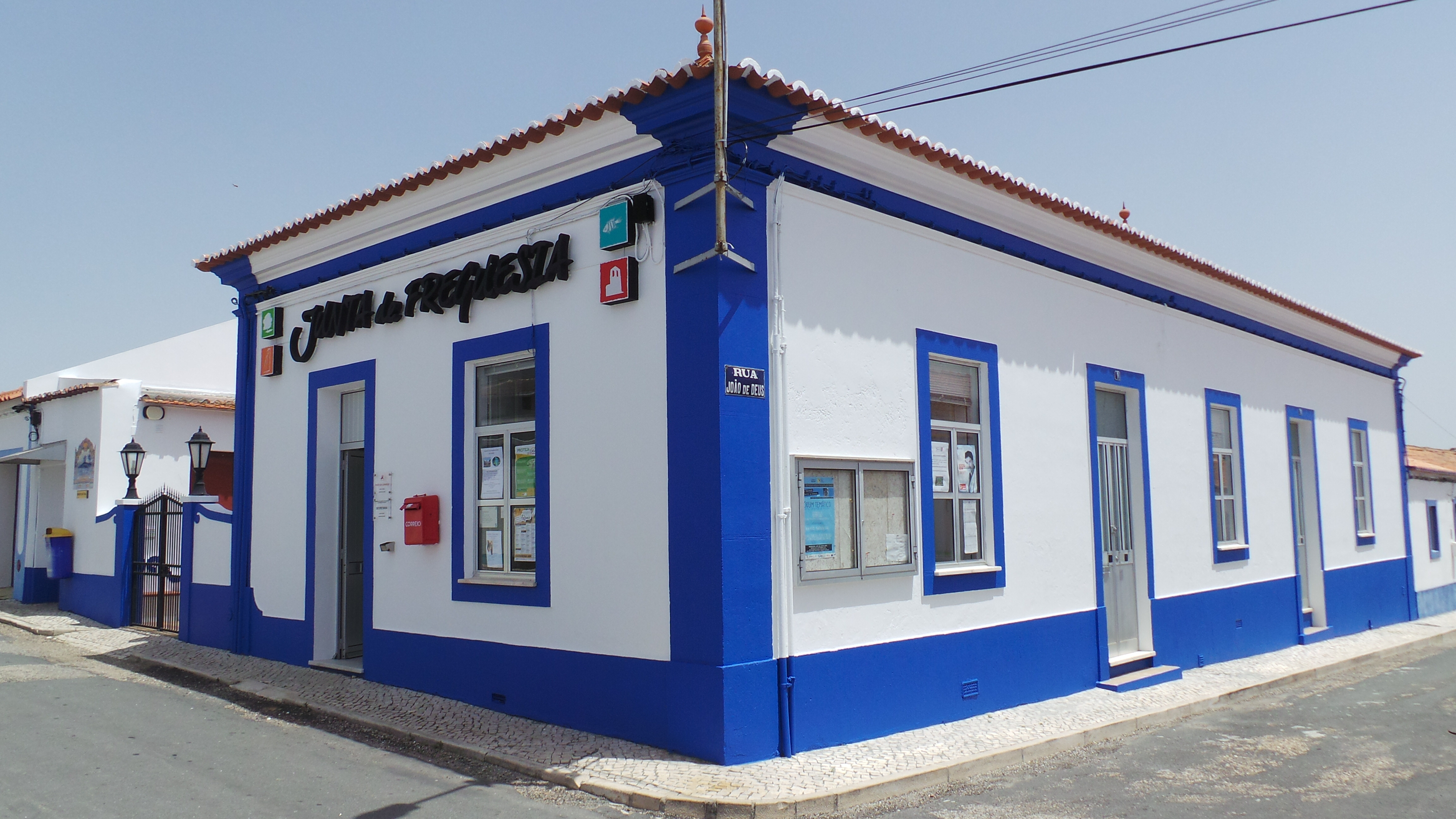
Sede da Junta de Freguesia de Azinheira dos Barros

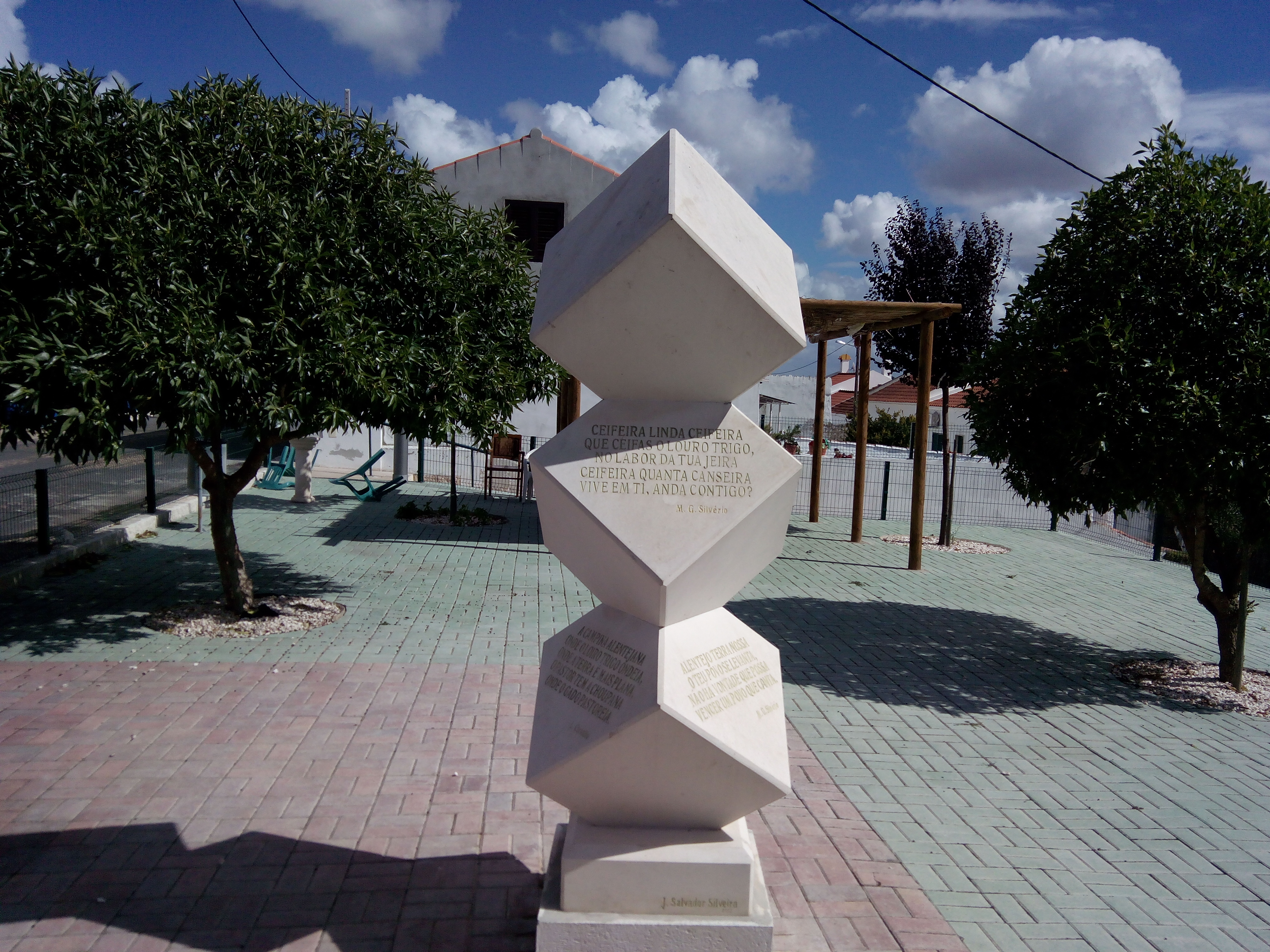
Monumento ao Trabalhado Rural, da autoria do escultor Jorge Silveira, em Azinheira dos Barros

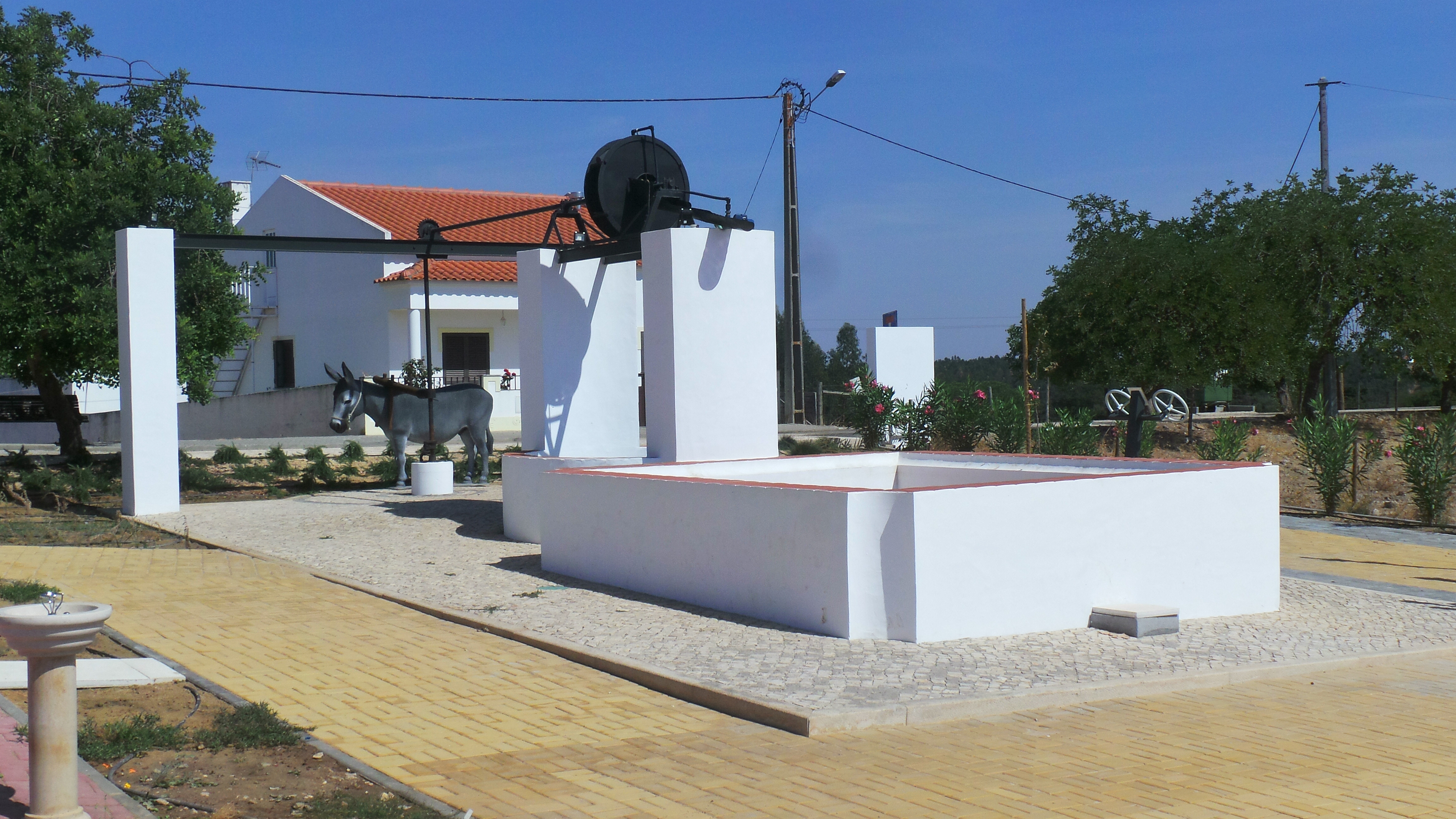
Nora original do Corte Vazio (1935), reconstruida no Jardim Eduardo Carvalho, em Azinheira dos Barros

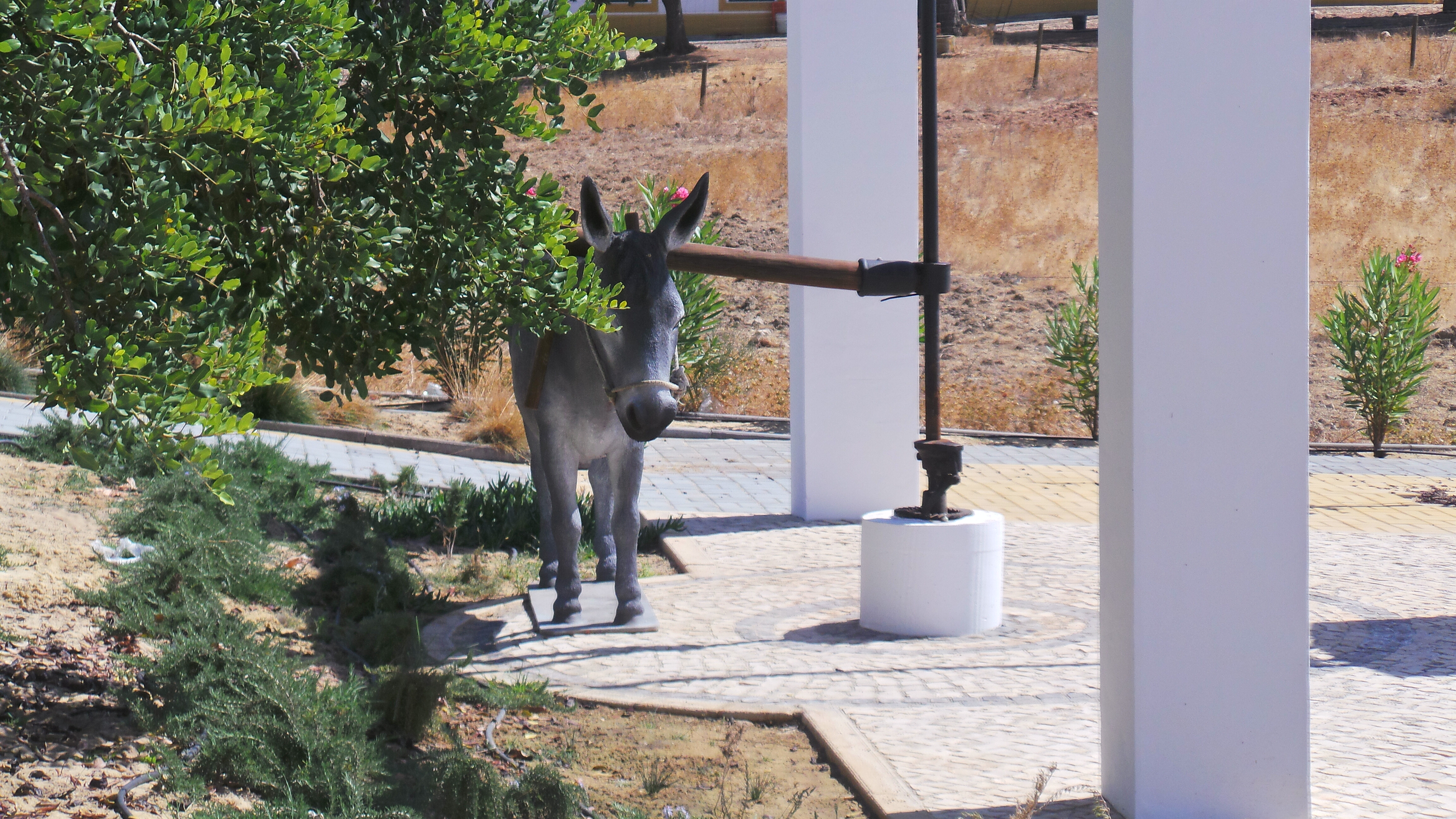
Pormenor da Nora original do Corte Vazio (1935), reconstruida no Jardim Eduardo Carvalho, em Azinheira dos Barros

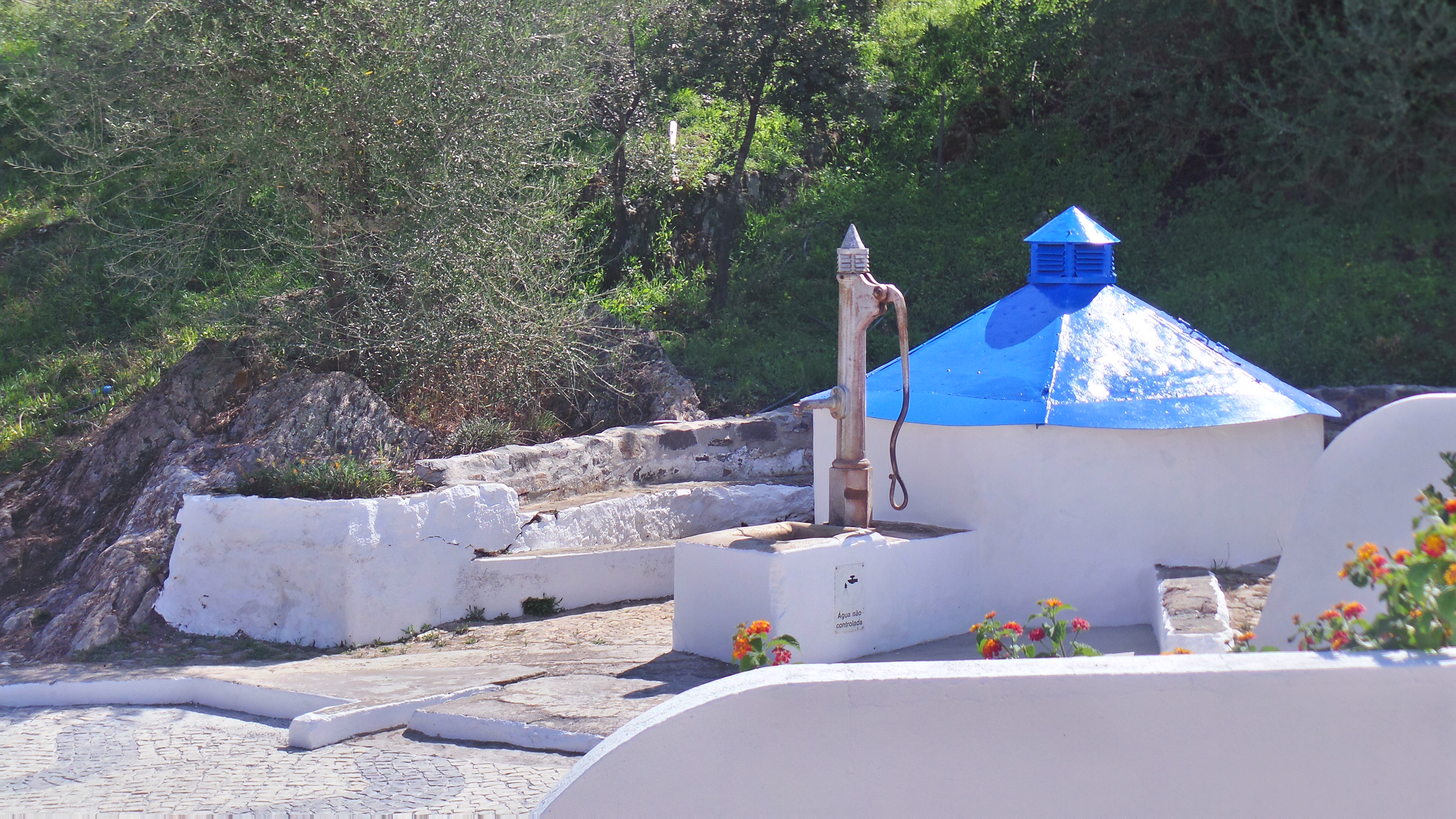
Poço da Bomba, em Azinheira dos Barros

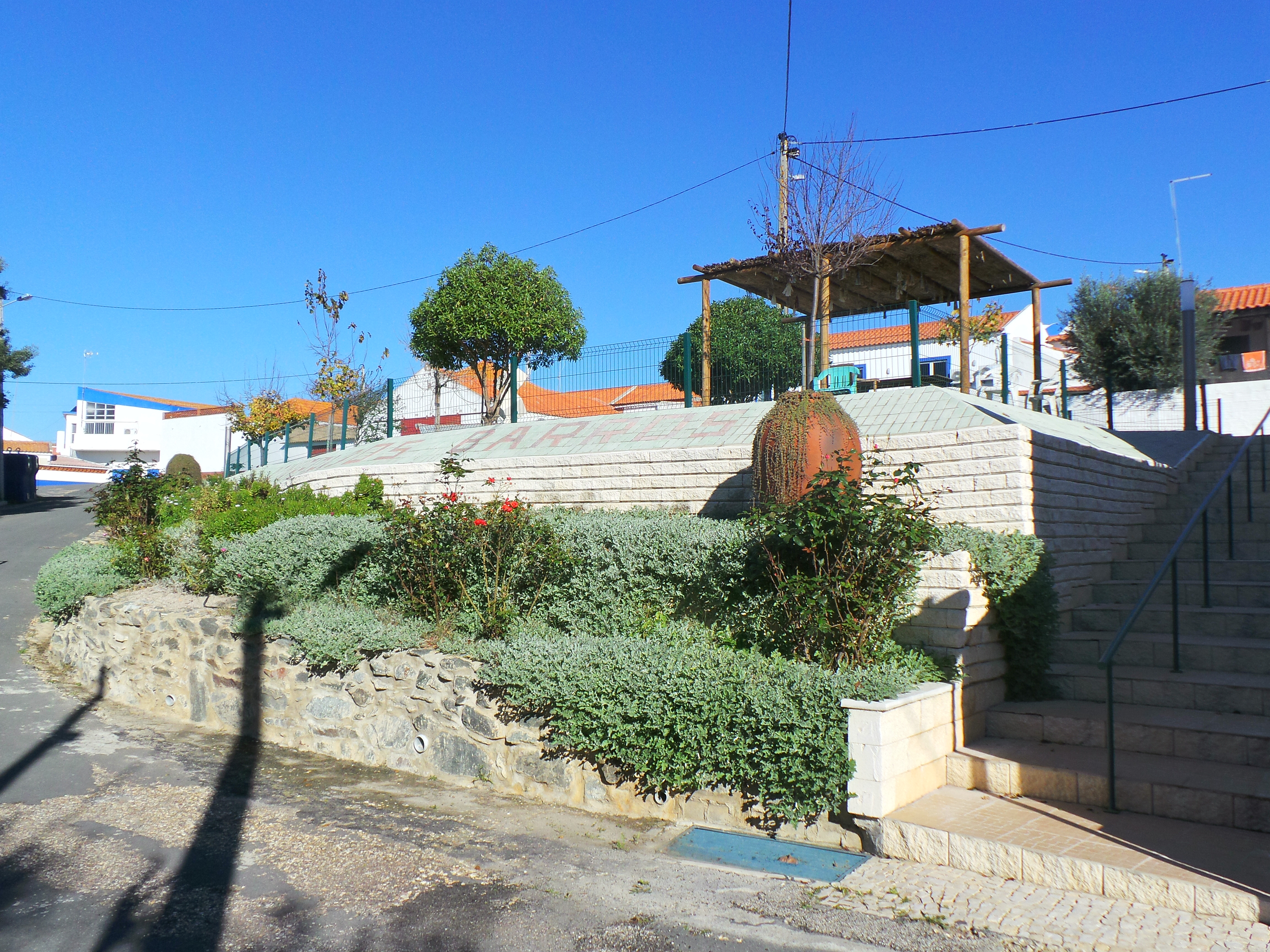
Jardim da Cerca do Rabaçal, em Azinheira dos Barros

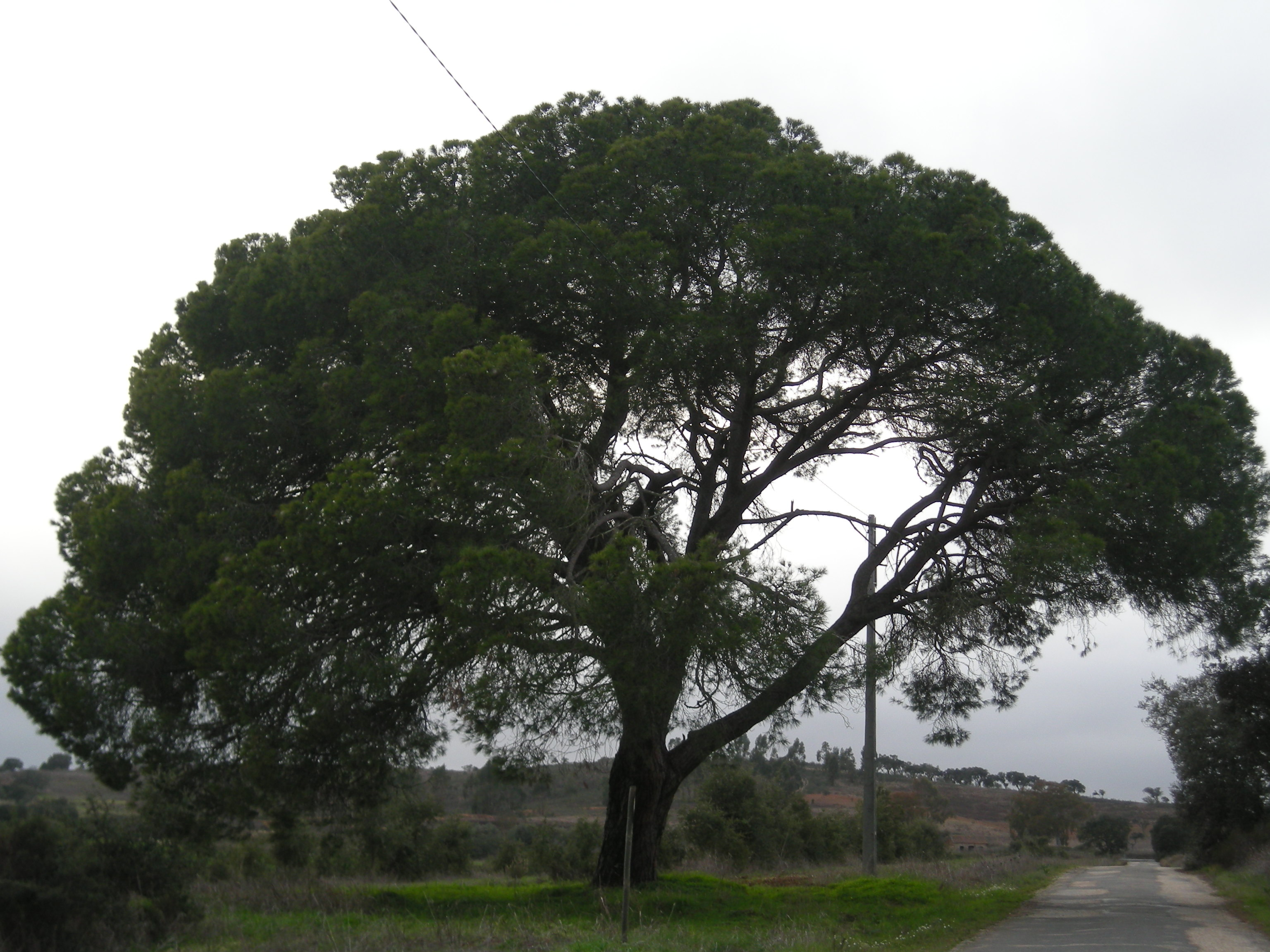
Pinheiro centenário, já caído, no caminho entre a Estação Ferroviária e Azinheira dos Barros

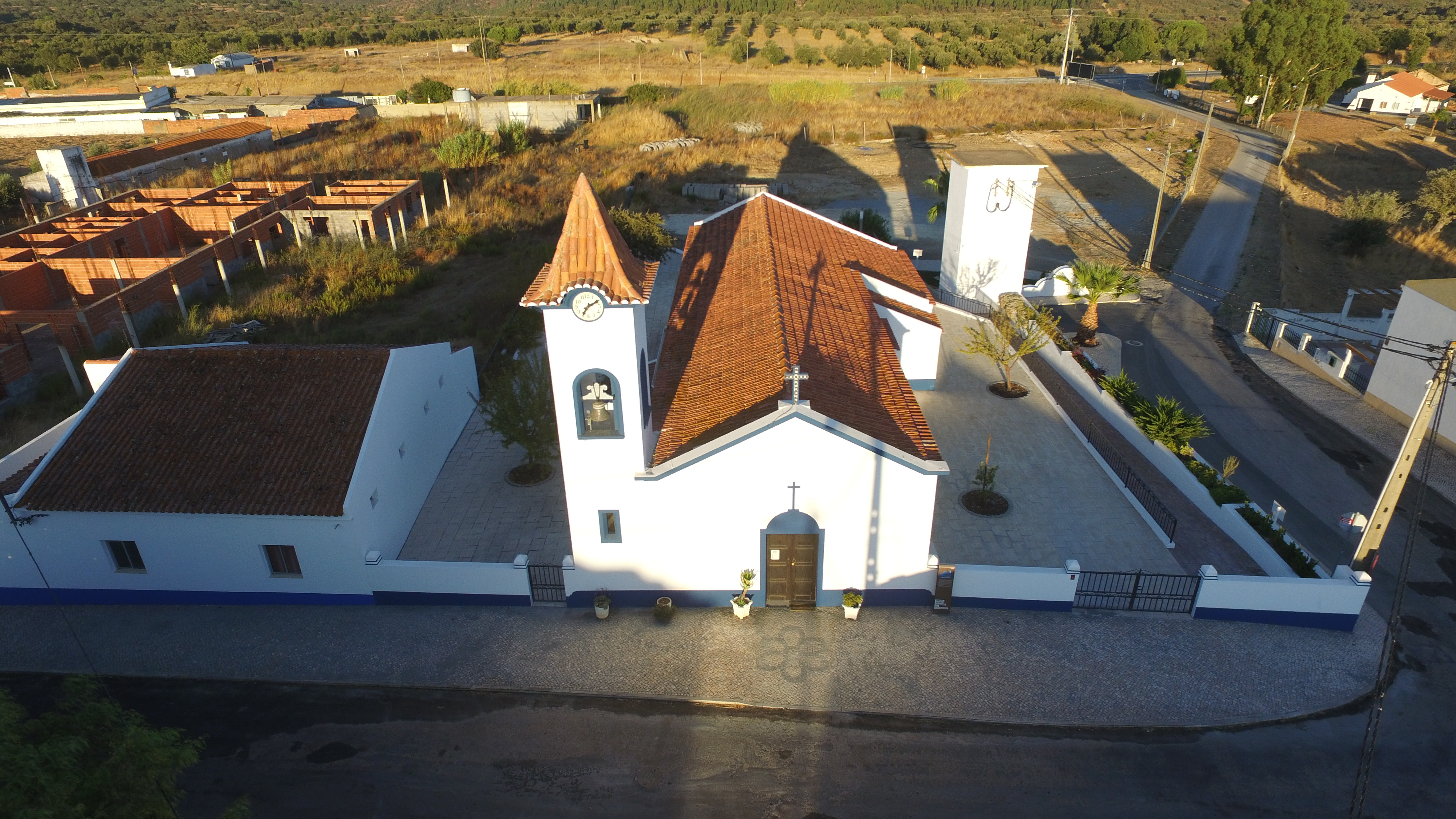
Igreja de Azinheira dos Barros, vista aérea em 2017

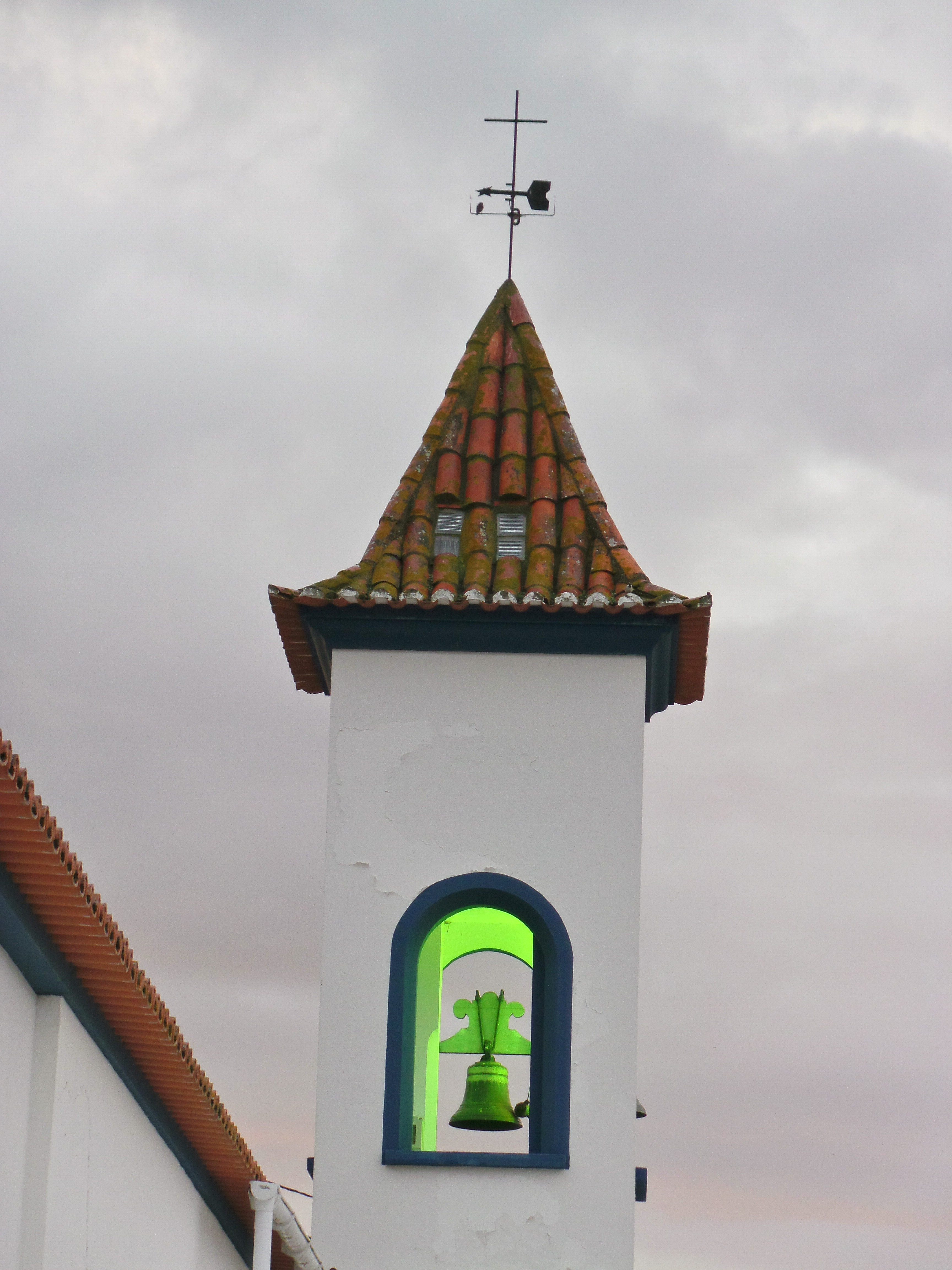
Torre do relógio da Igreja de Azinheira dos Barros

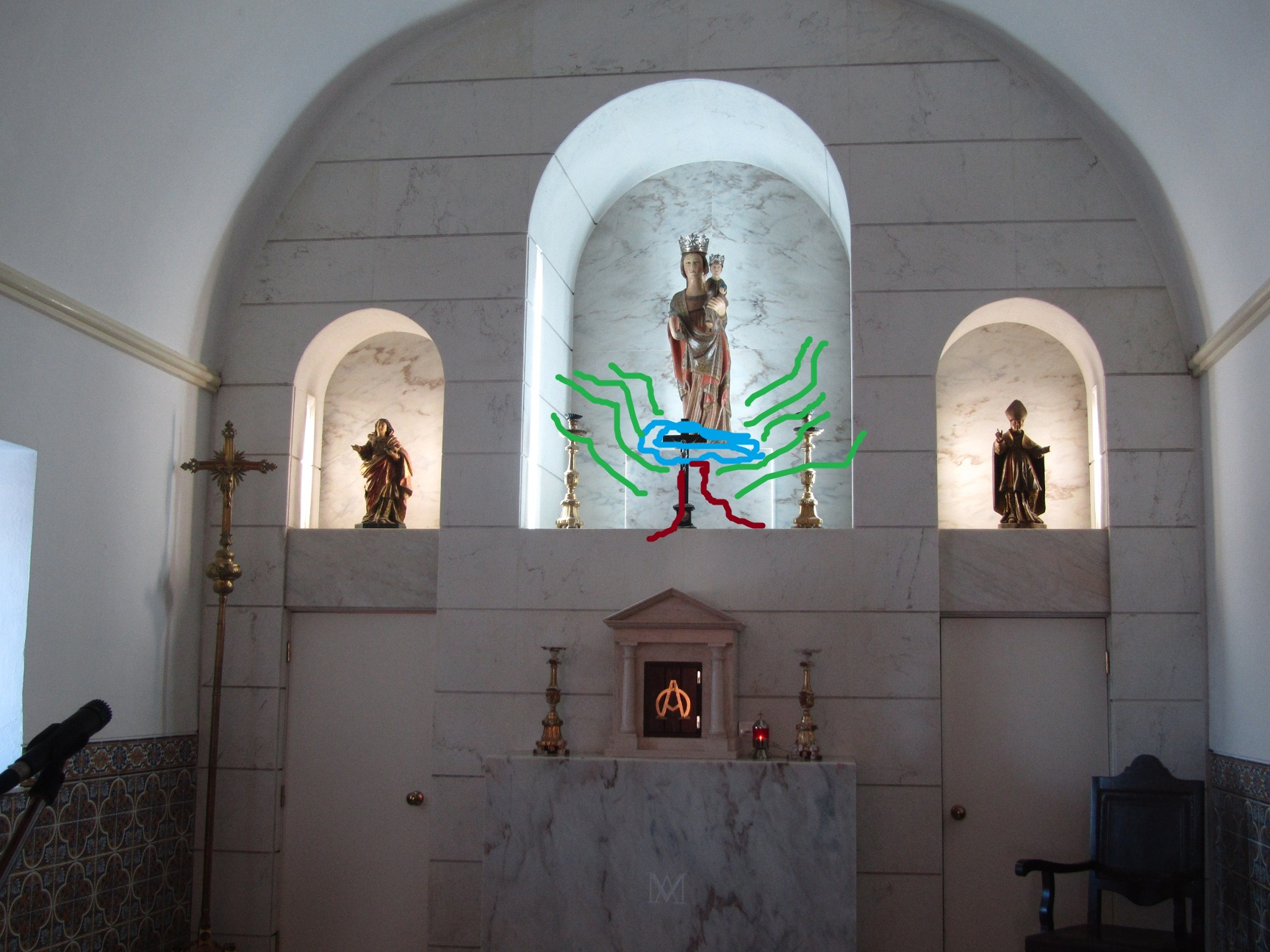
Altar Mor da Igreja de Azinheira dos Barros

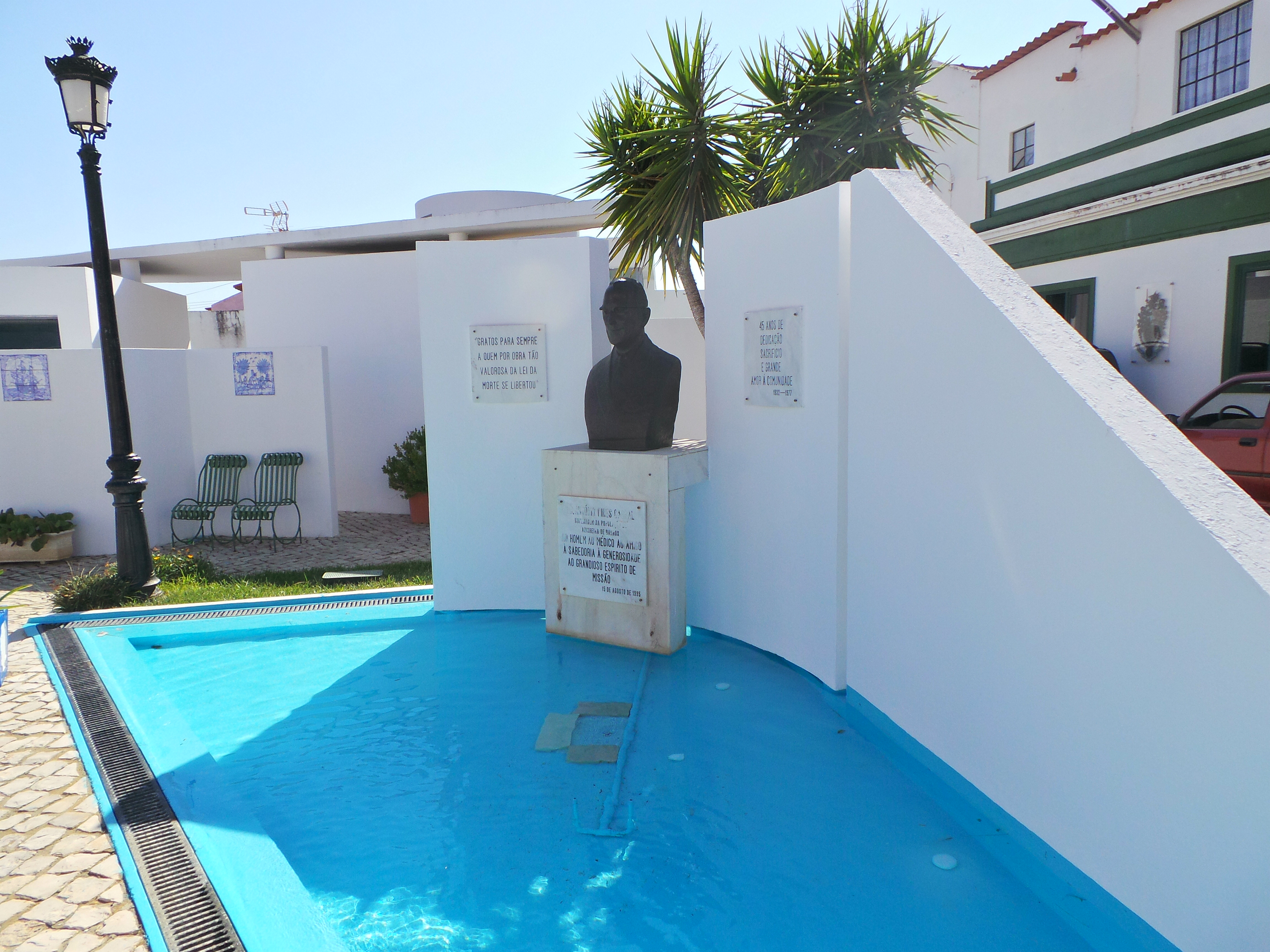
Dr. António Pires Cabral, Busto em sua homenagem em Azinheira dos Barros

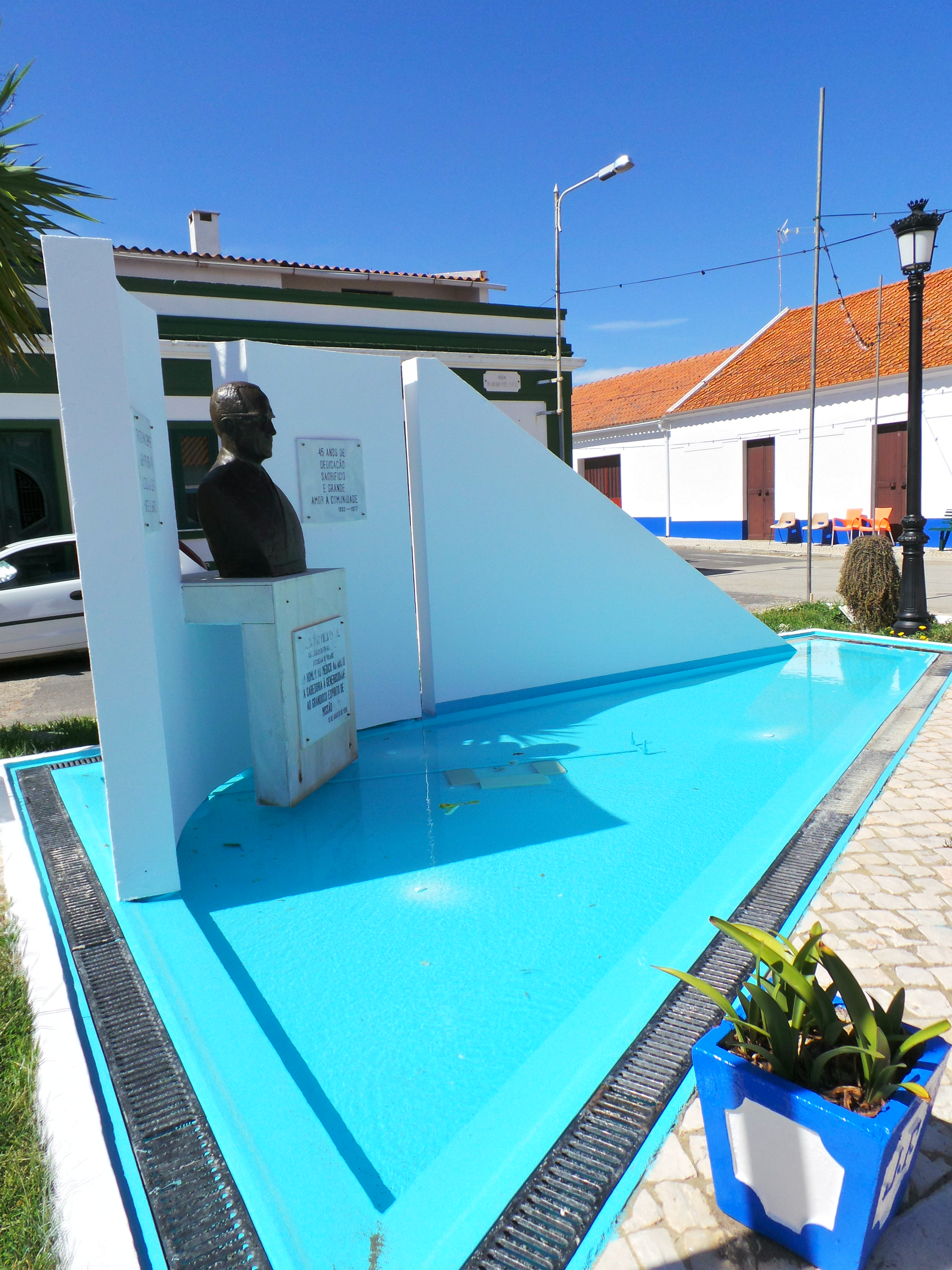
Dr. António Pires Cabral, Busto em sua homenagem em Azinheira dos Barros (perspetiva)

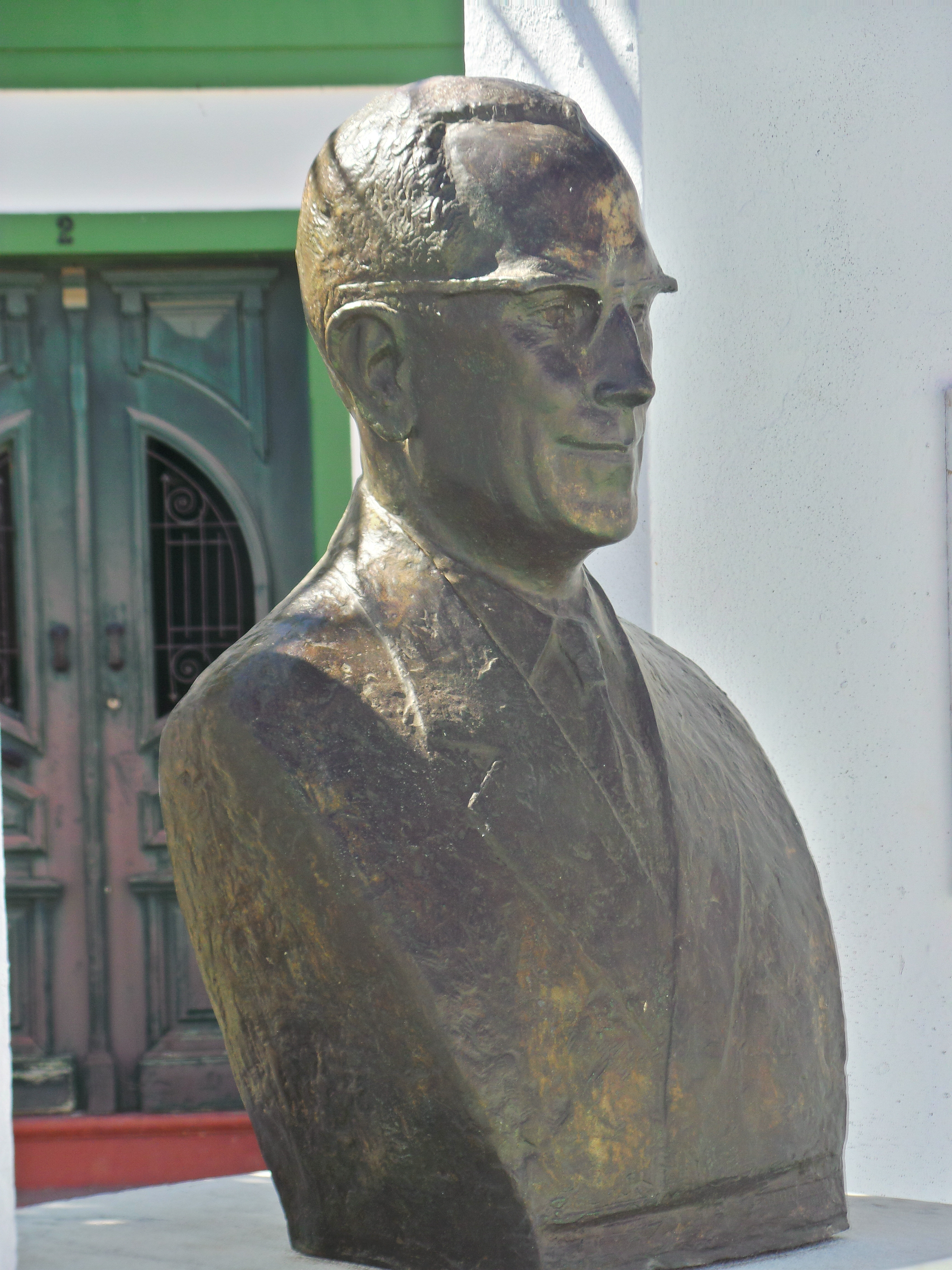
Dr. António Pires Cabral, Busto em sua homenagem em Azinheira dos Barros (pormenor)

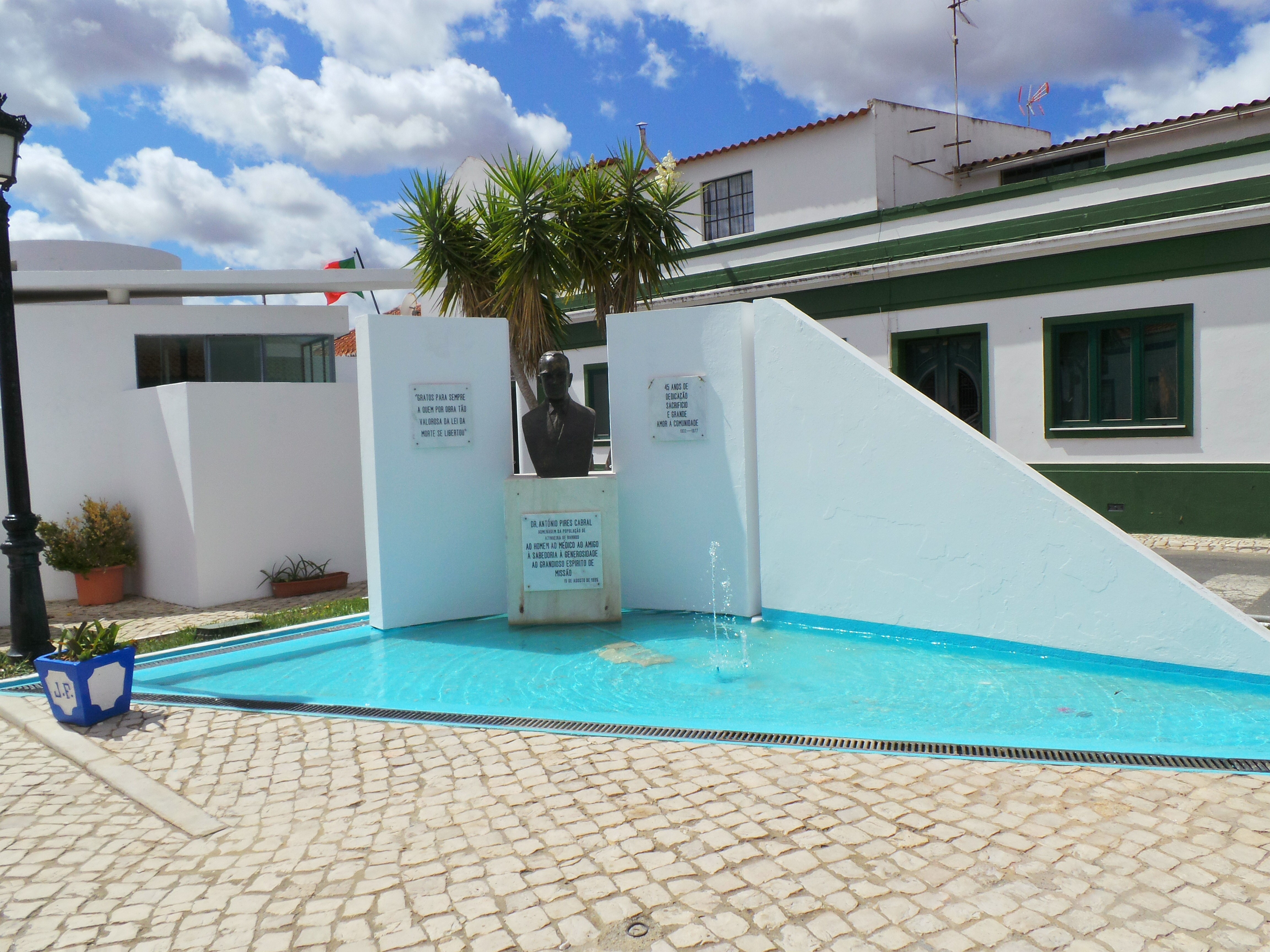
Dr. António Pires Cabral, Busto em sua homenagem em Azinheira dos Barros (perspetiva 2)

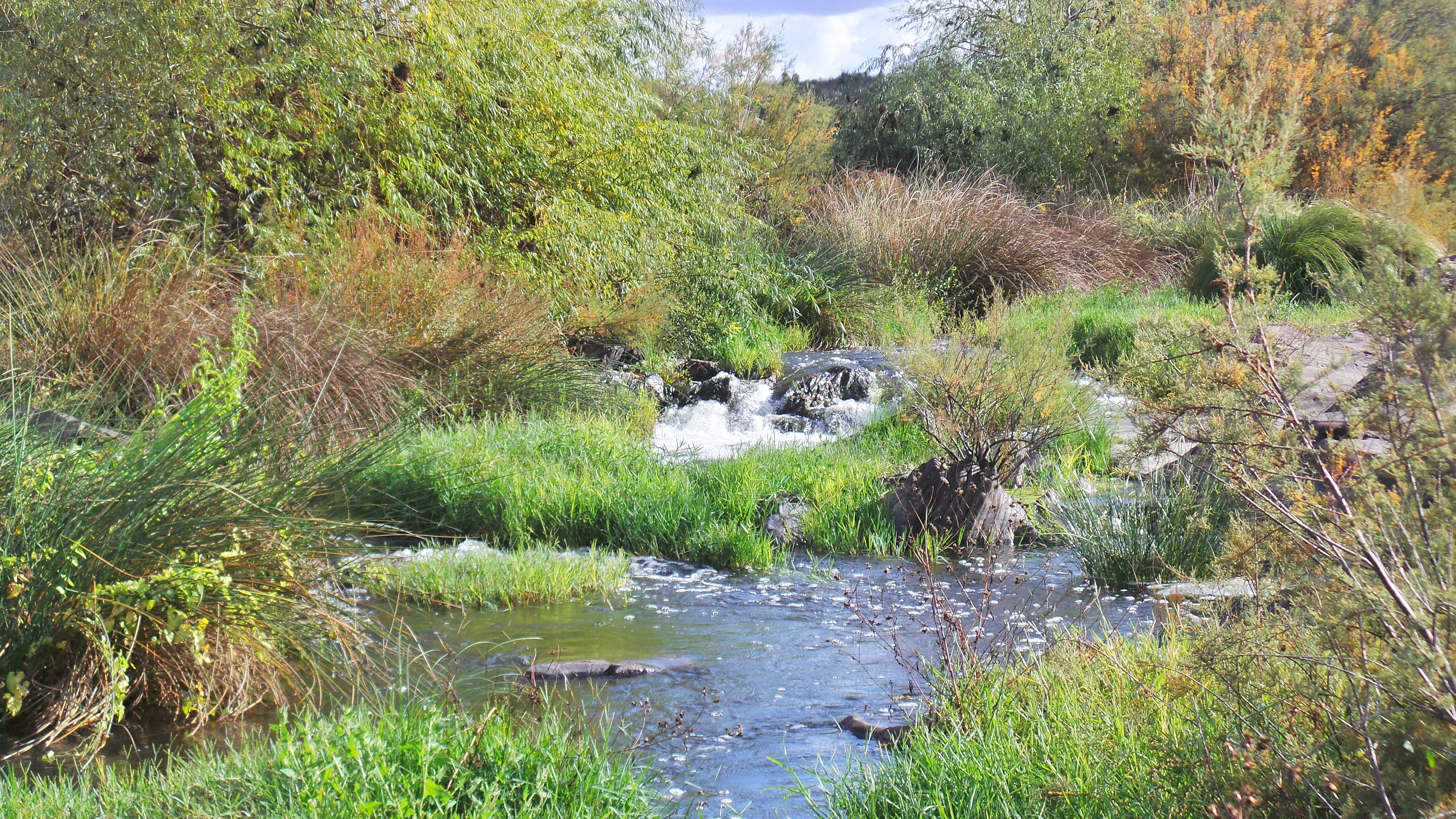
Rio Sado em Azinheira dos Barros

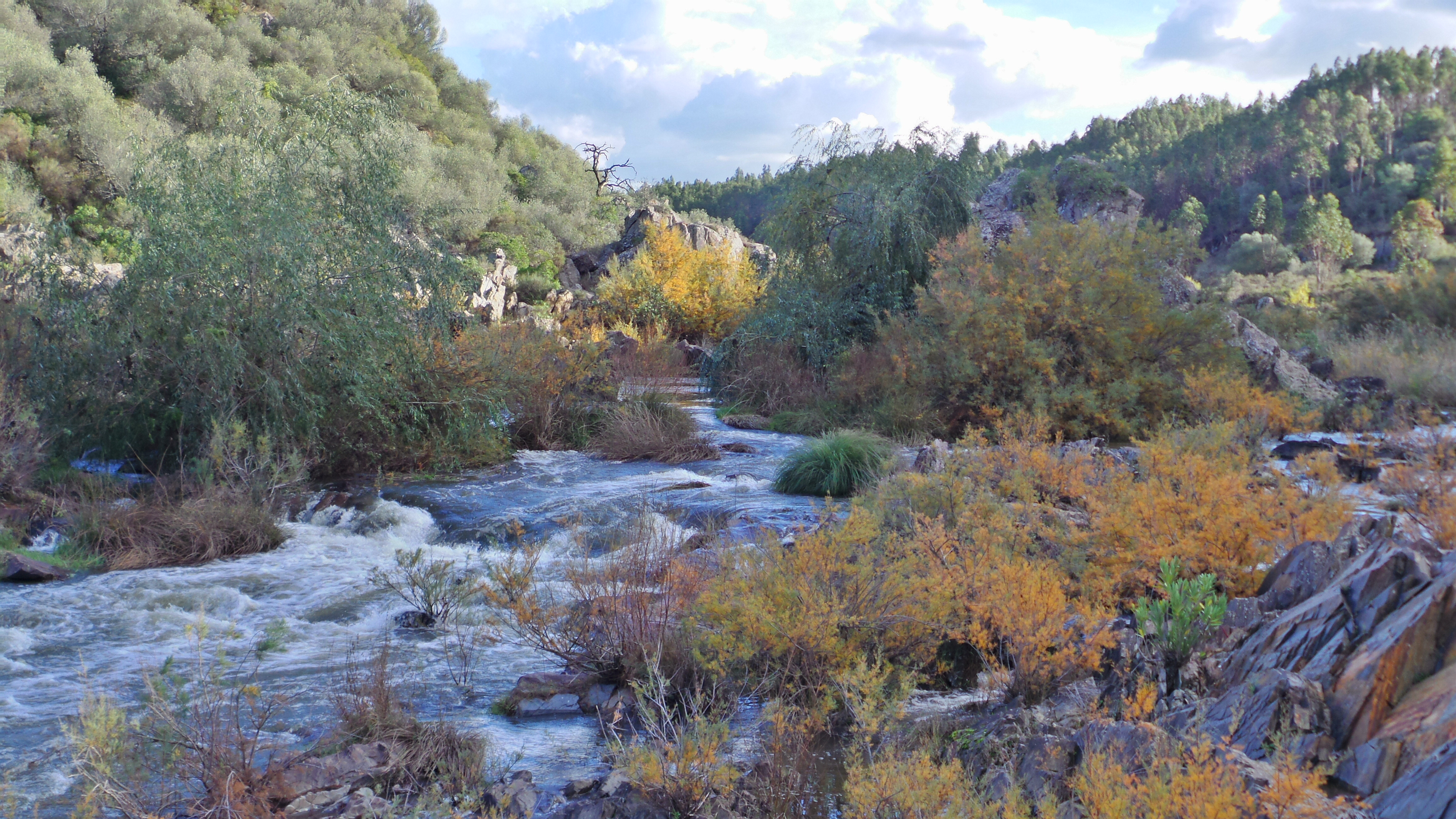
Rio Sado em Azinheira dos Barros (Outono)

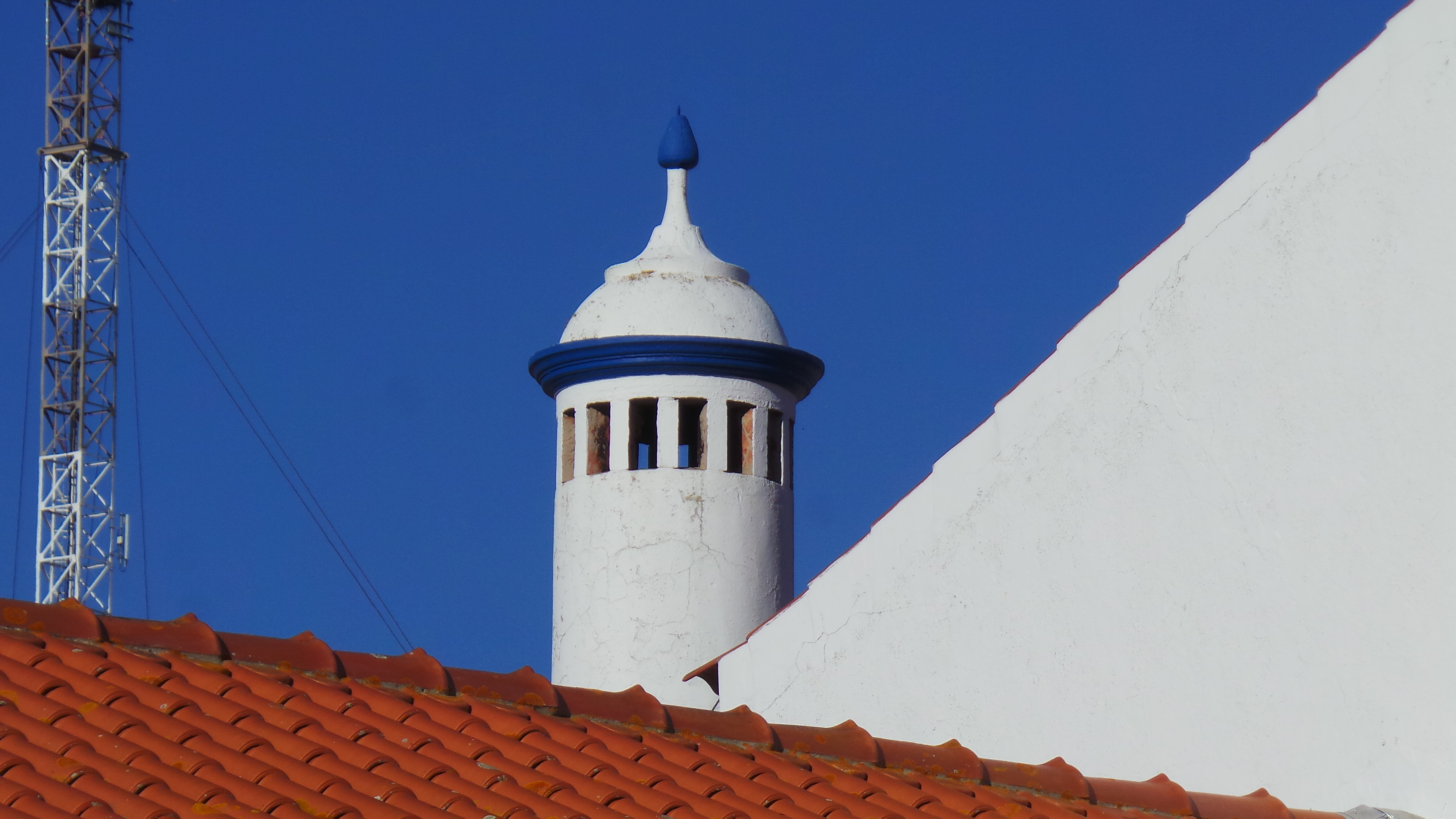
Chaminé Típica de Azinheira dos Barros

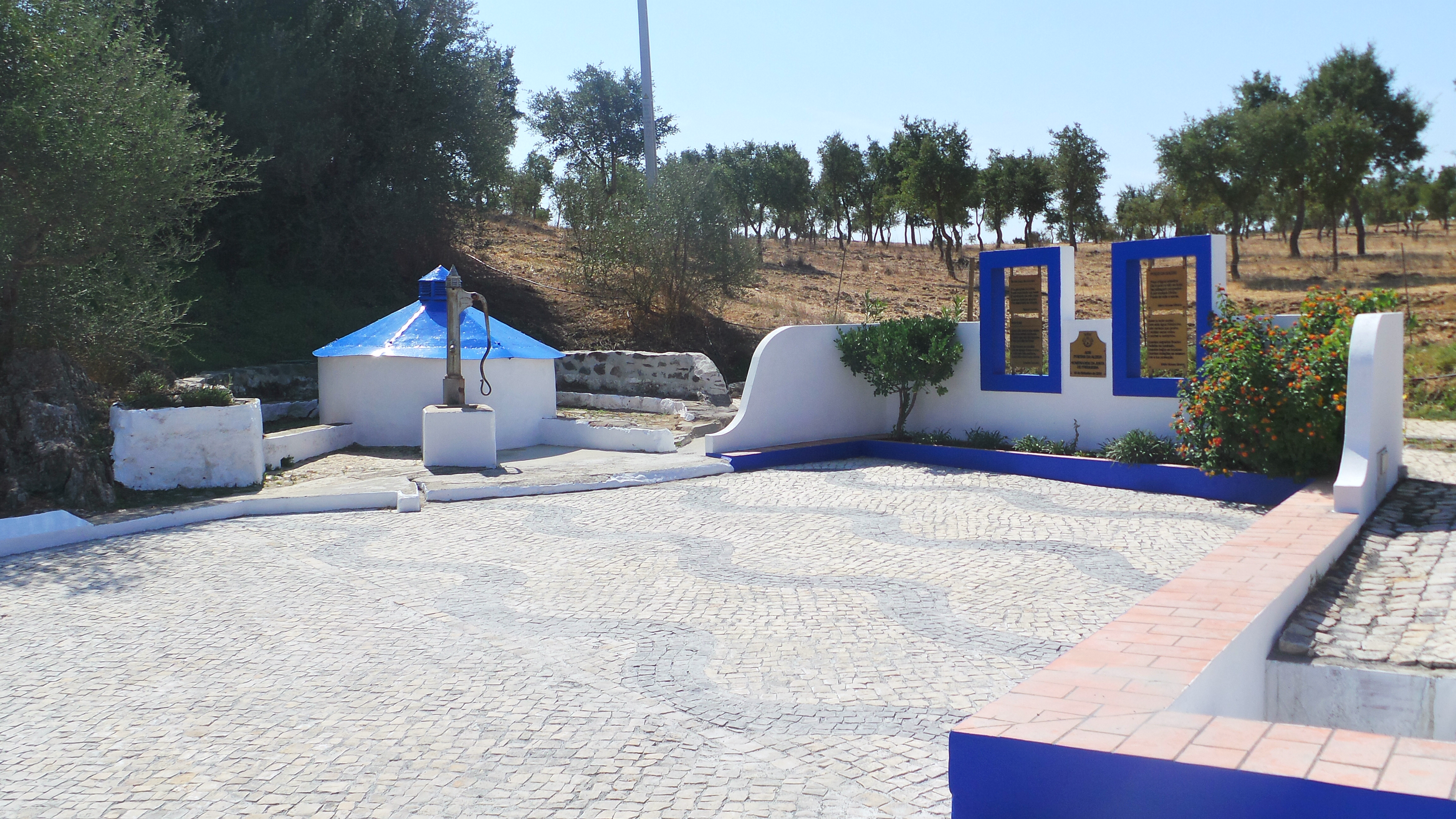
Poço da Bomba com Monumento aos Poetas Populares, em Azinheira dos Barros

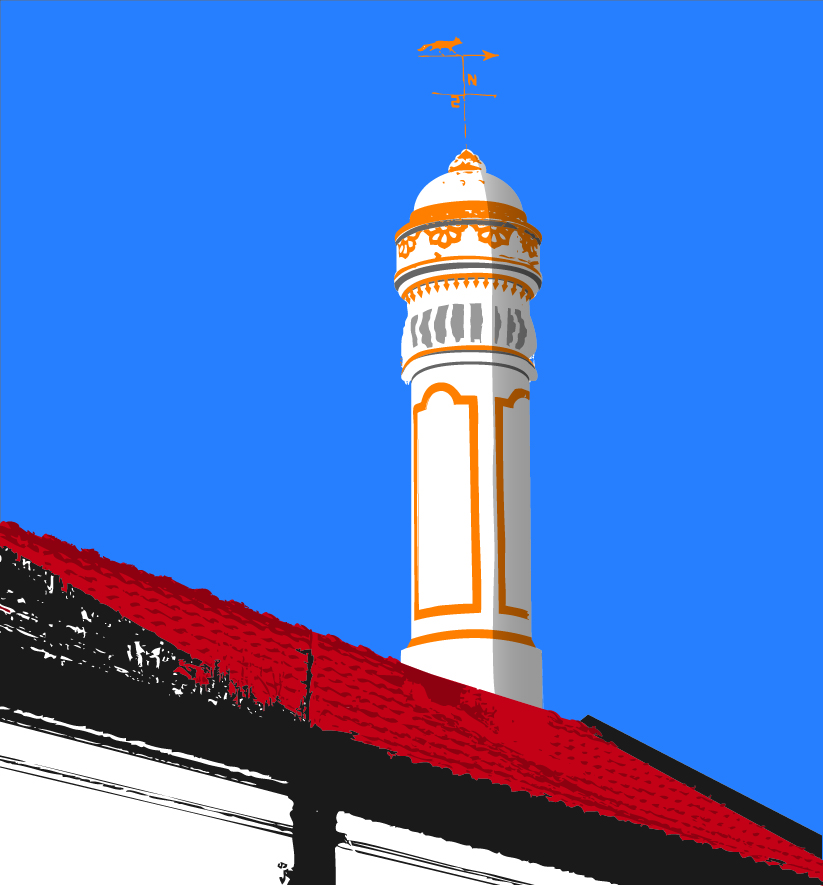
Chaminé Típica no Monte dos Barros (1917), em Azinheira dos Barros

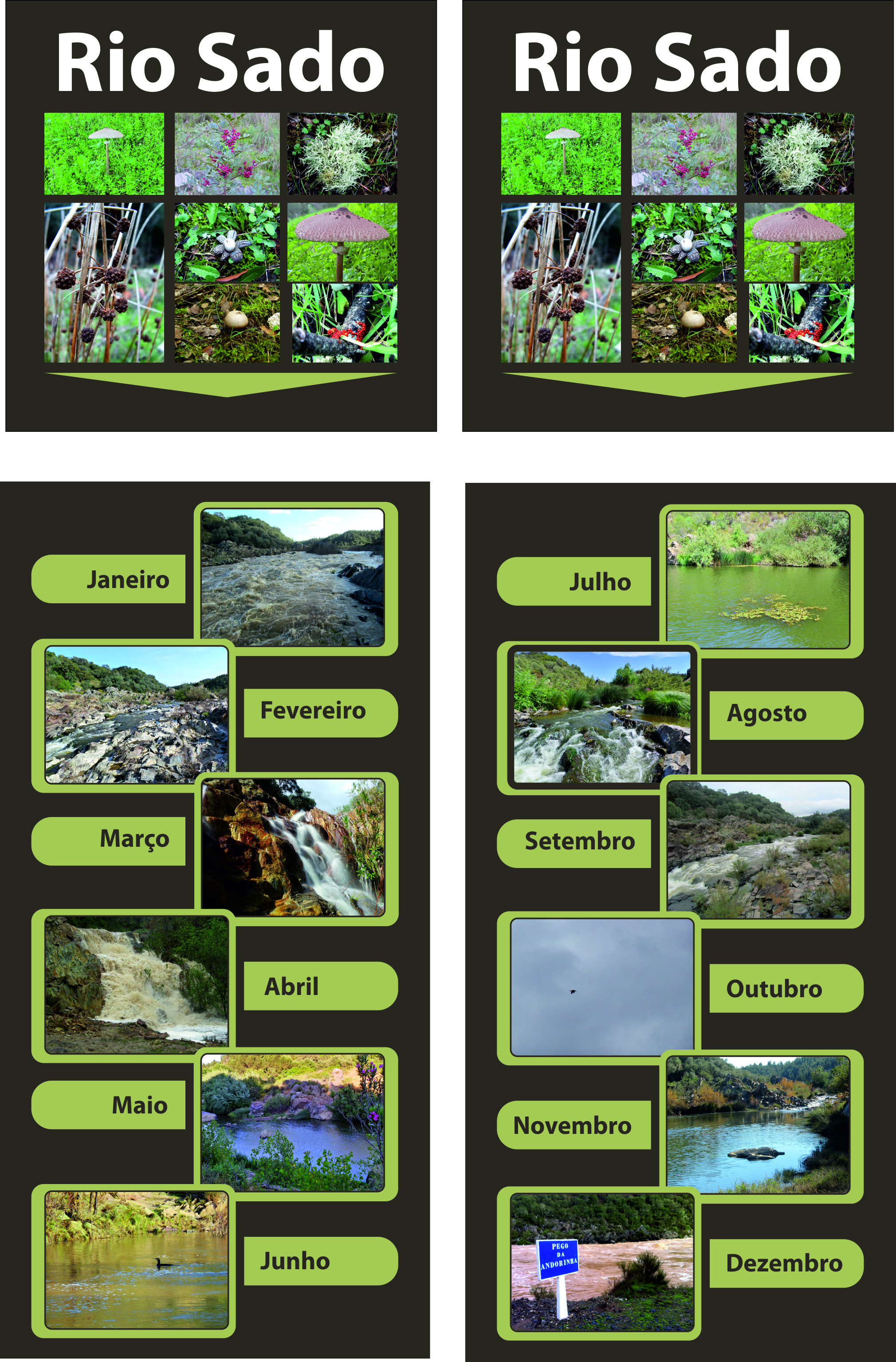
O Rio Sado em Azinheira dos Barros, ao longo do ano.

## Personalidades Notáveis
Miguel do Couto Guerreiro (médico e escritor)

Dr. José Pereira Barradas (juíz e filantropo)